# Ian Allison
Ian Alistair "Al" Allison (Greenock, Escócia, 26 de julho de 1909 - London (Ontário), 4 de agosto de 1990) foi um basquetebolista escocês de nascimento, mas com nacionalidade canadense que fez parte da Seleção Canadense que disputou os XI Jogos Olímpicos de Verão em 1936 realizados em Berlim na Alemanha nazista.

## Biografia
Ian Allison escocês de nascimento veio ainda bem jovem para o Canadá onde foi bastante ativo na prática de vários esportes incluindo atletismo, futebol, Futebol canadense e basquetebol no Colégio Wakerville em Ontário. Jogou basquetebol no Assumption College e Futebol Canadense na Universidade de Toronto e também profissionalmente fez quatro partidas com o Toronto Argonauts, porém sua carreira no futebol canadense foi prematuramente encerrada devido um problema de envenenamento no sangue.
Jogou na liga amadora pelo Windsor V-8s onde alcançou sucesso conquistando o título canadense contra o Victoria Dominoes e de quebra a oportunidade de defender o Canadá nos Jogos Olímpicos de 1936 no basquetebol.
Allison tinha carreira como  professor no Colégio Wakerville desde 1933 se aposentando em 1973. Durante a Segunda Guerra Mundial serviu às Forças Armadas Canadenses na patente de Major do Regimento de Tanques de Calgary.

## Estatísticas na Seleção Canadense
Allison disputou os seis jogos que a Seleção Canadense disputou, marcando 24 pontos com média de 4 pontos por partida.
| Evento      | Idade | Data      | Resultado       | Pts |
| ----------- | ----- | --------- | --------------- | --- |
| Berlim 1936 | 27    | 7/8/1936  | CAN 24 - 17 BRA | 2   |
| Berlim 1936 | 27    | 9/8/1936  | CAN 34 - 23 LAT | 2   |
| Berlim 1936 | 27    | 11/8/1936 | CAN 27 - 9 SUI  | 7   |
| Berlim 1936 | 27    | 12/8/1936 | CAN 43 - 21 URU | 6   |
| Berlim 1936 | 27    | 13/8/1936 | CAN 42 - 15 POL | 3   |
| Berlim 1936 | 27    | 14/8/1936 | CAN 8 - 19 EUA  | 4   |

(*)fontes: Evans, Hilary; Gjerde, Arild; Heijmans, Jeroen; Mallon, Bill;  et al. «Ian Allison». Sports Reference LLC (em inglês). Olympics em Sports-Reference.com. Cópia arquivada em 4 de dezembro de 2016